# Саммерсет (Південна Дакота)
Саммерсет (англ. Summerset) — місто (англ. city) в США, в окрузі Мід штату Південна Дакота. Населення — 2972 особи (2020).

## Географія
Саммерсет розташований за координатами 44°11′51″ пн. ш. 103°20′44″ зх. д. / 44.19750° пн. ш. 103.34556° зх. д. (44.197470, -103.345439).  За даними Бюро перепису населення США в 2010 році місто мало площу 5,73 км², уся площа — суходіл.

## Демографія
Згідно з переписом 2010 року, у місті мешкало 1814 осіб у 655 домогосподарствах у складі 508 родин. Густота населення становила 317 осіб/км².  Було 707 помешкань (123/км²).
Расовий склад населення:
| - 93,0 % — білих - 2,5 % — корінних американців - 1,0 % — чорних або афроамериканців - 0,4 % — азіатів - 0,2 % — вихідців з тихоокеанських островів |

До двох чи більше рас належало 2,1 %. Частка іспаномовних становила 2,4 % від усіх жителів.
За віковим діапазоном населення розподілялося таким чином: 31,1 % — особи молодші 18 років, 62,5 % — особи у віці 18—64 років, 6,4 % — особи у віці 65 років та старші. Медіана віку мешканця становила 31,6 року. На 100 осіб жіночої статі у місті припадало 102,0 чоловіків;  на 100 жінок у віці від 18 років та старших — 98,6 чоловіків також старших 18 років.
Середній дохід на одне домашнє господарство  становив 74 378 доларів США (медіана — 72 833), а середній дохід на одну сім'ю — 75 333 долари (медіана — 75 694). Медіана доходів становила 48 750 доларів для чоловіків та 36 406 доларів для жінок. За межею бідності перебувало 9,0 % осіб, у тому числі 10,3 % дітей у віці до 18 років та 1,9 % осіб у віці 65 років та старших.
Цивільне працевлаштоване населення становило 1121 особа. Основні галузі зайнятості: освіта, охорона здоров'я та соціальна допомога — 22,3 %, роздрібна торгівля — 16,0 %, будівництво — 15,7 %.